# X Giochi paralimpici estivi

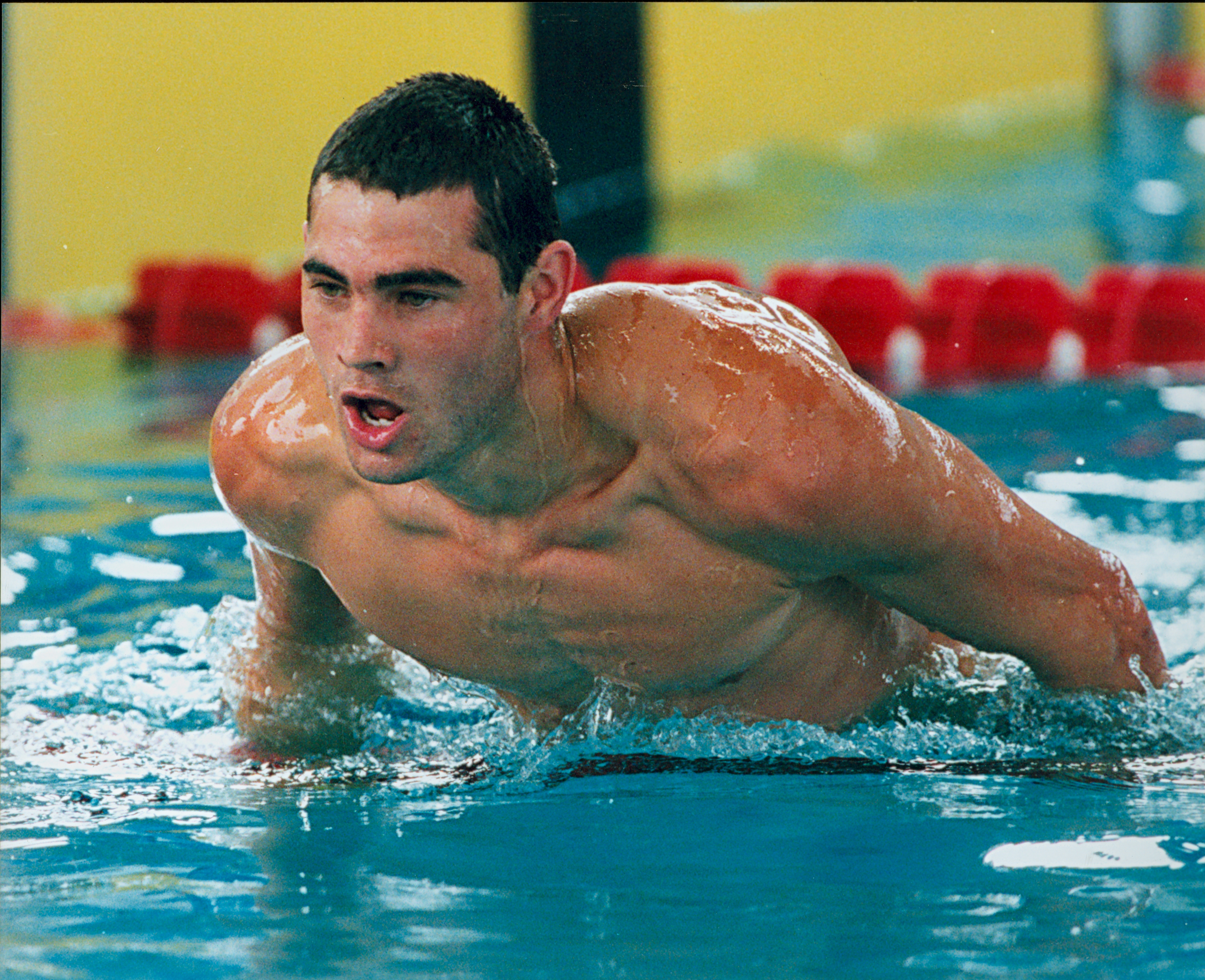
Un nuotatore australiano ai Giochi paralimpici di Atlanta 1996

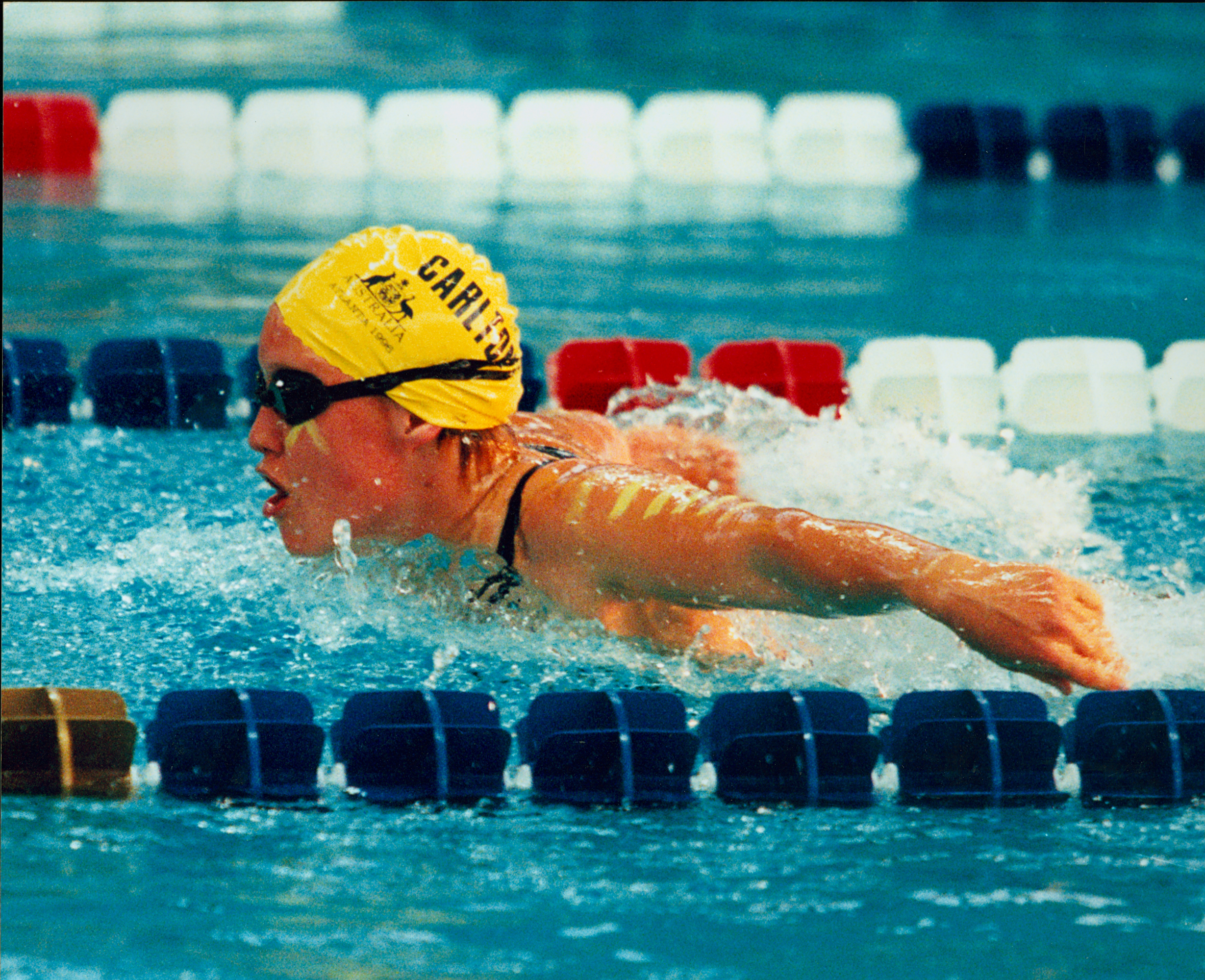
Nuotatrice australiana ai Giochi paralimpici di Atlanta 1996

I X Giochi paralimpici estivi si sono svolti ad Atlanta (Stati Uniti d'America) dal 16 al 25 agosto 1996. La cerimonia d'apertura fu presenziata dal vice presidente statunitense Al Gore. Sono stati i primi Giochi paralimpici a essere completamente sostenuti dalle sponsorizzazioni private.

## I Giochi

### Paesi partecipanti
Ai Giochi del 1996 erano rappresentate 100 nazioni, per un totale di 3260 atleti.
- Afghanistan (2)
- Algeria (9)
- Angola (2)
- Arabia Saudita (2)
- Argentina (56)
- Armenia (5)
- Australia (166)
- Austria (49)
- Azerbaigian (2)
- Bahrein (6)
- Belgio (38)
- Bermuda (2)
- Bielorussia (15)
- Bosnia ed Erzegovina (2)
- Brasile (60)
- Bulgaria (6)
- Burkina Faso (3)
- Canada (133)
- Cile (2)
- Cina (37)
- Cipro (4)
- Colombia (2)
- Corea del Sud (65)
- Croazia (5)
- Cuba (10)
- Danimarca (45)
- Ecuador (2)
- Egitto (31)
- Emirati Arabi Uniti (5)
- Estonia (10)
- Fær Øer (1)
- Figi (2)
- Finlandia (65)
- Francia (148)
- Germania (231)
- Giamaica (3)
- Giappone (81)
- Giordania (5)
- Gran Bretagna (248)
- Grecia (16)
- Honduras (2)
- Hong Kong (25)
- Islanda (10)
- India (9)
- Indonesia (1)
- Iran (30)
- Iraq (12)
- Irlanda (63)
- Israele (40)
- Italia (79)
- Jugoslavia (10)
- Kazakistan (13)
- Kenya (17)
- Kirghizistan (2)
- Kuwait (17)
- Lettonia (5)
- Libia (4)
- Lituania (11)
- Lussemburgo (1)
- Macao (1)
- Macedonia (1)
- Malaysia (6)
- Marocco (4)
- Mauritius (2)
- Messico (38)
- Moldavia (5)
- Nigeria (8)
- Norvegia (42)
- Nuova Zelanda (30)
- Oman (3)
- Paesi Bassi (108)
- Pakistan (1)
- Panama (1)
- Perù (3)
- Polonia (61)
- Portogallo (35)
- Porto Rico (5)
- Qatar (1)
- Rep. Ceca (43)
- Rep. Dominicana (2)
- Romania (1)
- Russia (70)
- Sierra Leone (1)
- Singapore (3)
- Siria (2)
- Slovacchia (28)
- Slovenia (14)
- Spagna (196)
- Sri Lanka (1)
- Stati Uniti (315) (nazione ospitante)
- Sudafrica (40)
- Svezia (111)
- Svizzera (45)
- Taipei Cinese (14)
- Thailandia (7)
- Tunisia (3)
- Ucraina (30)
- Uganda (1)
- Ungheria (42)
- Uruguay (1)
- Venezuela (4)
- Zambia (1)
- Zimbabwe (2)

### Discipline
Erano presenti quindici discipline paralimpiche, più due dimostrative:
- Atletica leggera (dettagli)
- Bocce (dettagli)
- Ciclismo (dettagli)
- Equitazione (dettagli)
- Goalball (dettagli)
- Judo (dettagli)
- Nuoto (dettagli)
- Pallacanestro in carrozzina (dettagli)
- Pallavolo paralimpica (dettagli)
- Scherma in carrozzina (dettagli)
- Sollevamento pesi (dettagli)
- Tennis in carrozzina (dettagli)
- Tennistavolo (dettagli)
- Tiro (dettagli)
- Tiro con l'arco (dettagli)
- Rugby in carrozzina (dettagli) (dimostrativo)
- Vela (dettagli) (dimostrativo)

## Medagliere
Nazione ospitante
| Pos.   | Paese           | Oro | Argento | Bronzo | Totale |
| ------ | --------------- | --- | ------- | ------ | ------ |
| 1      | Stati Uniti     | 46  | 46      | 65     | 157    |
| 2      | Australia       | 42  | 37      | 27     | 106    |
| 3      | Germania        | 40  | 58      | 51     | 149    |
| 4      | Gran Bretagna   | 39  | 42      | 41     | 122    |
| 5      | Spagna          | 39  | 31      | 36     | 106    |
| 6      | Francia         | 35  | 29      | 31     | 95     |
| 7      | Canada          | 24  | 21      | 24     | 69     |
| 8      | Paesi Bassi     | 17  | 11      | 17     | 45     |
| 9      | Cina            | 16  | 13      | 10     | 39     |
| 10     | Giappone        | 14  | 10      | 12     | 36     |
| 11     | Polonia         | 13  | 14      | 8      | 35     |
| 12     | Corea del Sud   | 13  | 2       | 15     | 30     |
| 13     | Svezia          | 12  | 14      | 11     | 37     |
| 14     | Italia          | 11  | 20      | 14     | 45     |
| 15     | Sudafrica       | 10  | 8       | 10     | 28     |
| 16     | Russia          | 9   | 7       | 11     | 27     |
| 17     | Norvegia        | 9   | 7       | 4      | 20     |
| 18     | Svizzera        | 9   | 6       | 6      | 21     |
| 19     | Nuova Zelanda   | 9   | 6       | 3      | 18     |
| 20     | Iran            | 9   | 5       | 3      | 17     |
| 21     | Egitto          | 8   | 11      | 11     | 30     |
| 22     | Belgio          | 8   | 10      | 7      | 25     |
| 23     | Cuba            | 8   | 3       | 0      | 11     |
| 24     | Danimarca       | 7   | 17      | 17     | 41     |
| 25     | Austria         | 6   | 6       | 10     | 22     |
| 26     | Portogallo      | 6   | 4       | 4      | 14     |
| 27     | Hong Kong       | 5   | 5       | 5      | 15     |
| 28     | Islanda         | 5   | 4       | 5      | 14     |
| 29     | Ungheria        | 5   | 2       | 3      | 10     |
| 30     | Finlandia       | 4   | 5       | 4      | 13     |
| 31     | Messico         | 3   | 5       | 4      | 12     |
| 32     | Estonia         | 3   | 4       | 2      | 9      |
| 33     | Bielorussia     | 3   | 3       | 7      | 13     |
| 34     | Lituania        | 3   | 2       | 6      | 11     |
| 35     | Nigeria         | 3   | 2       | 3      | 8      |
| 36     | Rep. Ceca       | 2   | 7       | 1      | 10     |
| 37     | Brasile         | 2   | 6       | 13     | 21     |
| 38     | Argentina       | 2   | 5       | 2      | 9      |
| 39     | Slovacchia      | 2   | 4       | 5      | 11     |
| 40     | Algeria         | 2   | 2       | 3      | 7      |
| 41     | Jugoslavia      | 2   | 2       | 0      | 4      |
| 42     | Costa d'Avorio  | 2   | 0       | 0      | 2      |
| 42     | Panama          | 2   | 0       | 0      | 2      |
| 44     | Ucraina         | 1   | 4       | 2      | 7      |
| 45     | Irlanda         | 1   | 3       | 6      | 10     |
| 46     | Grecia          | 1   | 1       | 3      | 5      |
| 47     | Kuwait          | 1   | 1       | 1      | 3      |
| 48     | Kenya           | 1   | 1       | 0      | 2      |
| 49     | Taipei cinese   | 1   | 0       | 2      | 3      |
| 50     | Rep. Dominicana | 1   | 0       | 0      | 1      |
| 50     | Perù            | 1   | 0       | 0      | 1      |
| 52     | Israele         | 0   | 4       | 5      | 9      |
| 53     | Slovenia        | 0   | 2       | 3      | 5      |
| 54     | Tunisia         | 0   | 2       | 0      | 2      |
| 55     | Bulgaria        | 0   | 1       | 1      | 2      |
| 56     | Giordania       | 0   | 1       | 0      | 1      |
| 57     | Moldavia        | 0   | 0       | 2      | 2      |
| 57     | Thailandia      | 0   | 0       | 2      | 2      |
| 59     | Giamaica        | 0   | 0       | 1      | 1      |
| 59     | Uruguay         | 0   | 0       | 1      | 1      |
| Totale | Totale          | 517 | 516     | 540    | 1573   |

## Galleria d'immagini

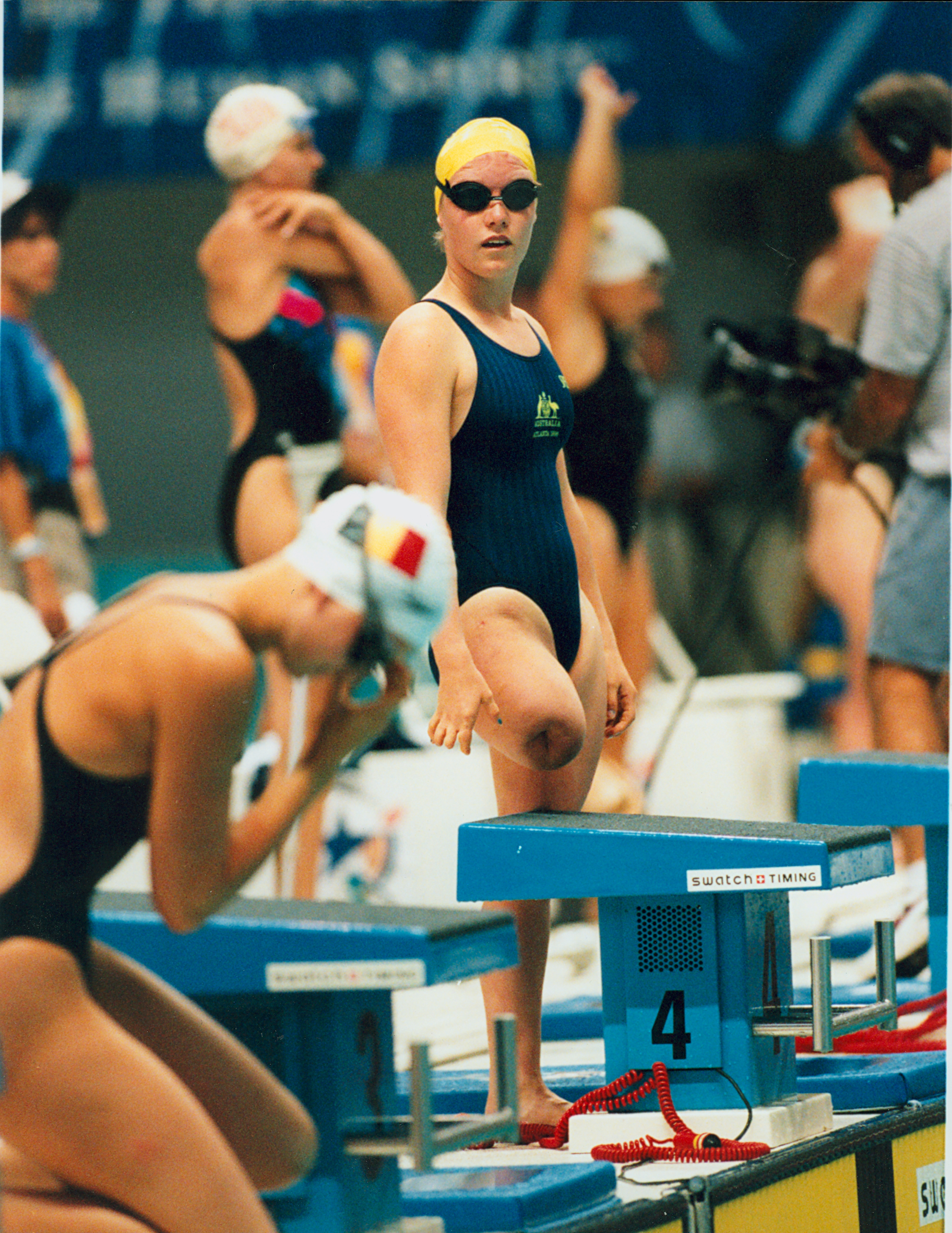
Nuotatrici paralimpiche durante i Giochi
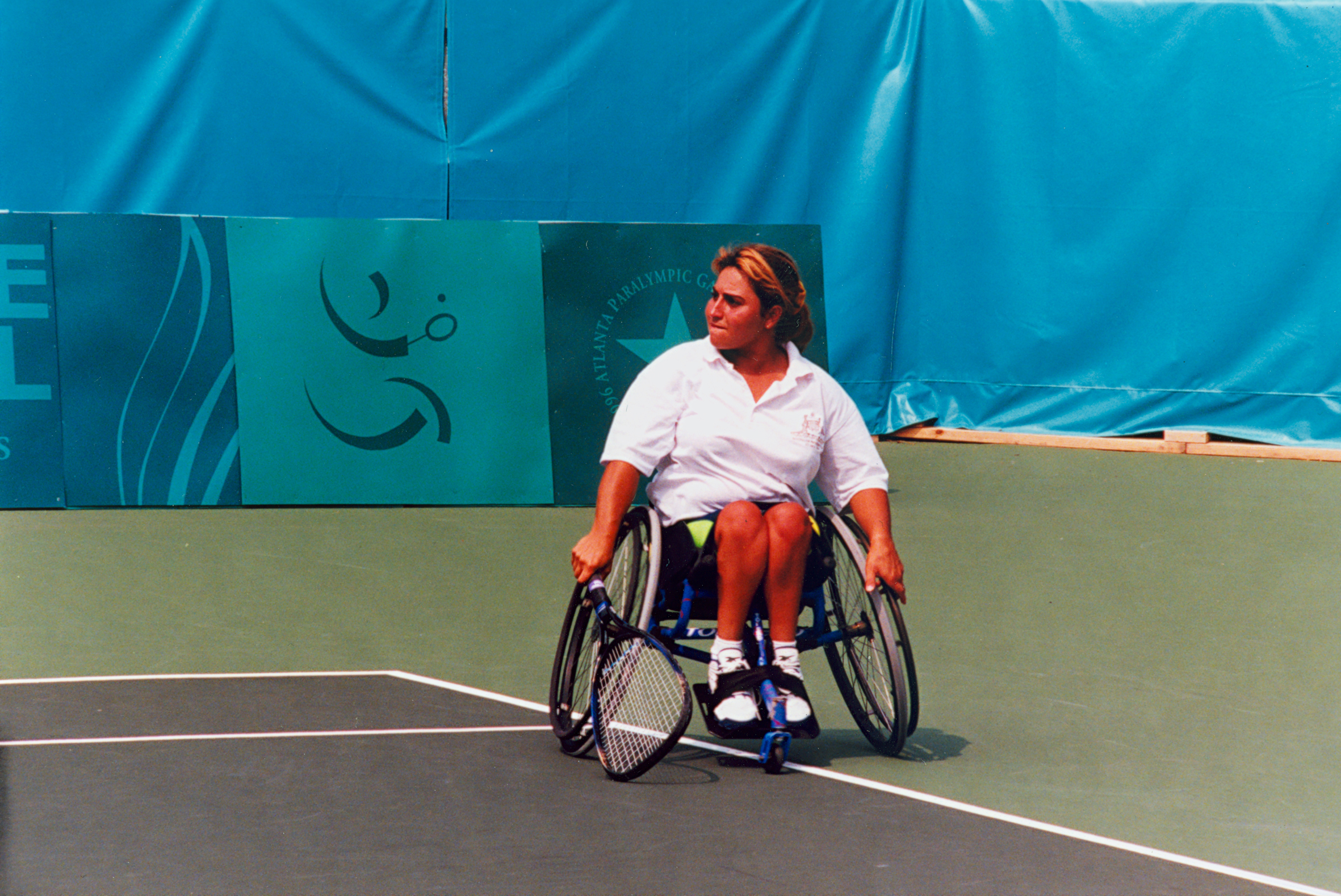
Randa Hanson, tennista australiana in carrozzina, compete ai Giochi paralimpici Atlanta 1996
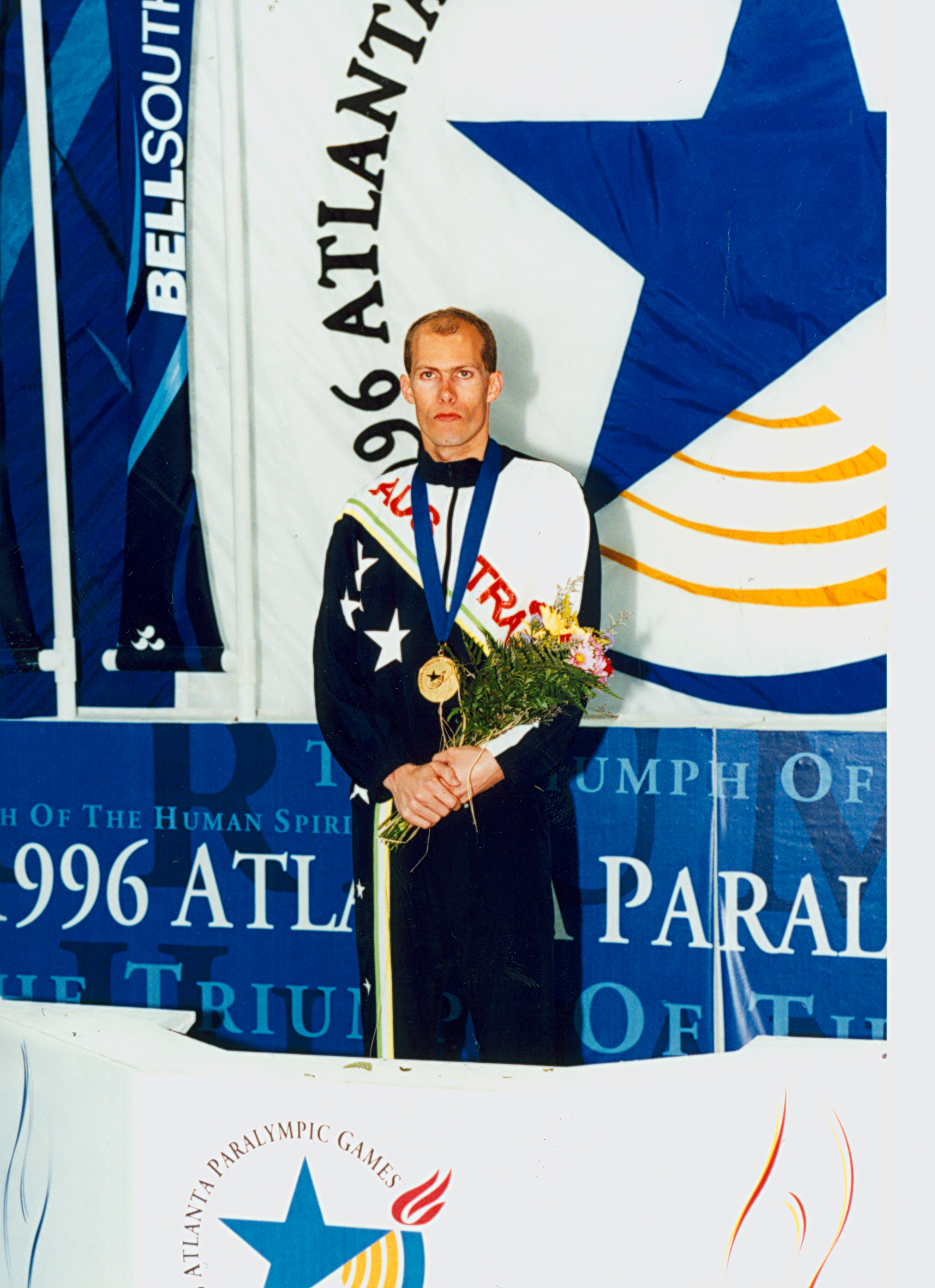
Kingsley Bugarin, nuotatore australiano, sul podio con la medaglia d'oro
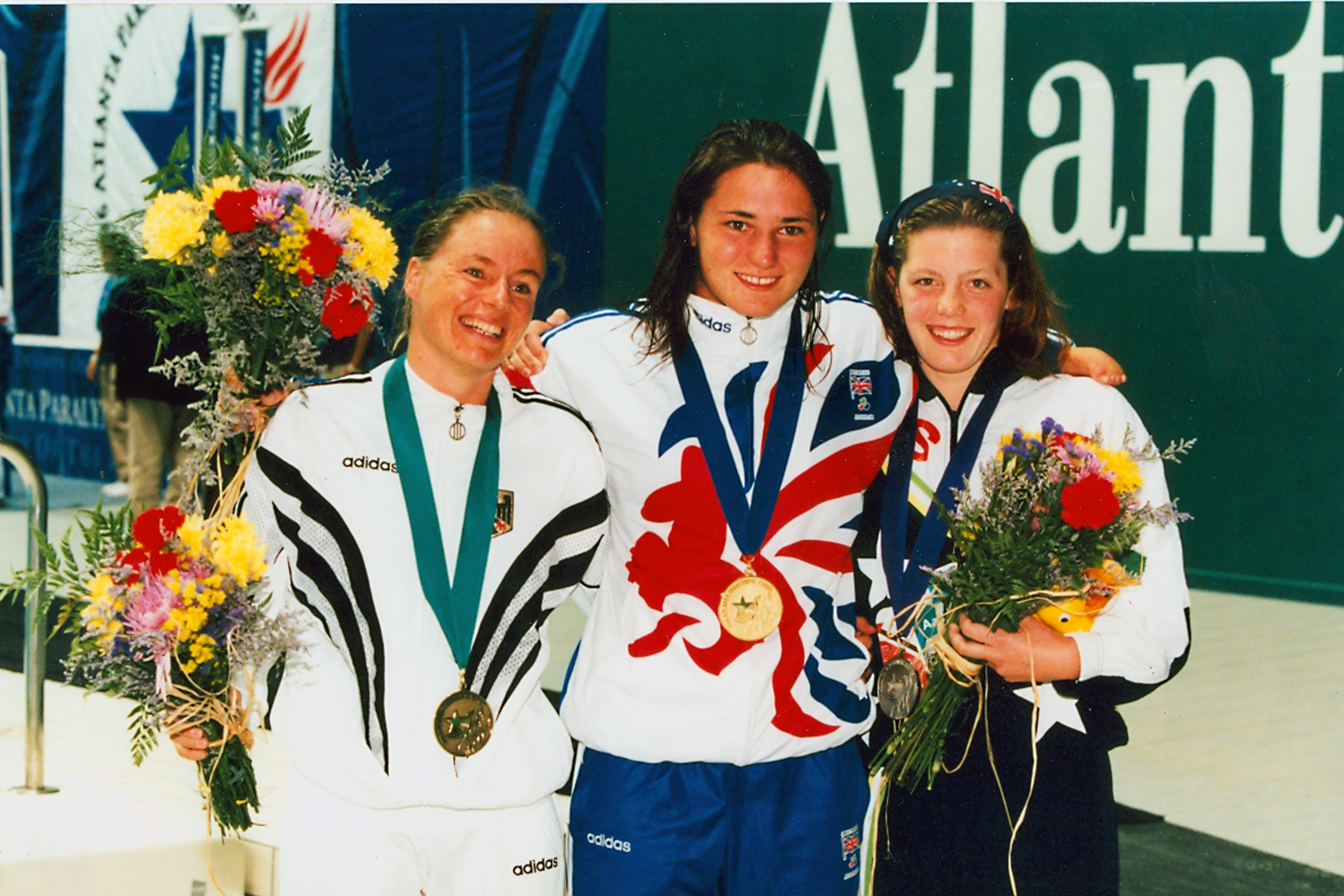
Gli atleti paralimpici (da sinistra a destra) Claudia Hengst, Sarah Bailey e Gemma Dashwood
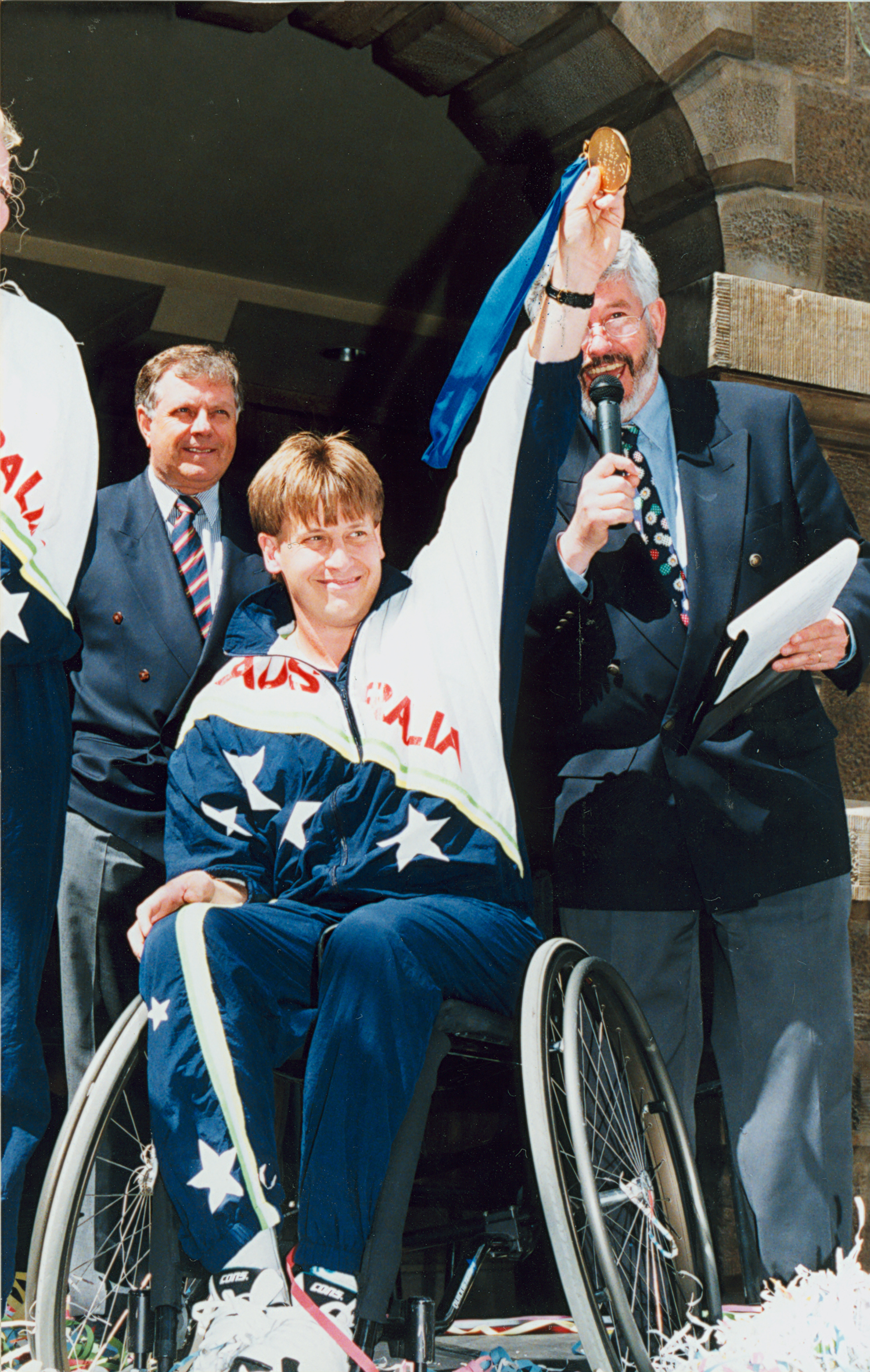
La parata di Adelaide per gli sportivi paralimpici australiani di ritorno dalle Paralimpiadi di Atlanta 1996